# باهرة أضيقة
باهرة أضيقة (الاسم العلمي: Agave angustiarum) هو نوع من النباتات يتبع جنس الباهرة من الفصيلة الهليونية.